# Половцы-Рожиновские
По́ловцы-Рожино́вские — угасший в XVI веке древнерусский и литовский княжеский род тюркского происхождения, предположительно от половецкого хана Тугоркана. Фамилия-прозвище Половцы со Сквира Рожиновские образована от названия вотчинных владений в районе замков Сквира (Правобережье) и Рожинов (Заднепровье).

## Историография вопроса

### Эдвард Руликовский и первая публикация документов
Впервые документы по истории рода Половцев-Рожиновских опубликовал в 1853 году польский исследователь Эдвард Руликовский в книге «Описание уезда Васильковского» по польской копии 1568 года, которая была выдана из канцелярии коронной Иосифу Немиричу. В 1864 году тексты грамот перепечатал Л. Похилевич, датировав их 1390-м годом. Позже эти документы изучали историки В. Антонович, М. Владимирский-Буданов, М. С. Грушевский, П. Клепатский, С. Дзядулевич, Ф. Шабульдо, Н. Яковенко и другие.
Со времени первой публикации аутентичность текстов грамот вызывала ряд сомнений. Во-первых, открыватель источника Эдвард Руликовский пользовался не оригиналом, а позднейшей польской копией. Кроме того, проблемой для исследователей стал тот факт, что он даже не указал точного источника хранения документов. Лишь в 1882 году Руликовский признался, что нашёл грамоты и другие документы в Мотовиловском семейном архиве Аксаков, поскольку Эдвард Руликовский был потомком Аксаков по сестре Иосифа Аксака — Терезе Курдвановской-Аксак (с 1729 года владелица Мотовиловки). Впоследствии Мотовиловка стала собственностью её потомков: Курдвановских, Куропатницких, Метельских и Руликовских. В 1749 году Иосиф Руликовский, подчаший Бельский заплатил почти всем совладельцам Мотовиловского имения, исключая двух небольших частей Метельского и Скринецкого, которые части свои продали уже сыну Иосифа Игнатию Руликовскому. Сын Игнатия и был Эдуард Руликовский. Позднее Руликовский передаёт почти весь архив Аксаков Константину Свидзинскому, включая и грамоты киевских князей Половцам-Рожиновским, который все свои сборники ценнейших документов передал в библиотеку Красинских в Варшаве. Ценнейшие сборники библиотеки сгорели в 1944 году. После войны уцелевшие сборники ординации Красинских были перенесены в Национальную библиотеку. Во-вторых, даже поверхностное знакомство с текстами документов показывает, что более поздние переписчики и переводчики существенно испортили первоначальный текст. Об этом свидетельствует не только сомнительное прочтение некоторых топонимов и нарушение логической связи в тексте, но и отсутствие подходящего для такого рода документов датировки. В-третьих, закономерный скептицизм со стороны исследователей вызвало то, что согласно этим грамотам во второй половине XIV века обширные Чернигово-Северские земли («Сосновский отдел») находились под юрисдикцией киевских князей.

### Грамота Юрию Ивантычу со Сквира
«Владимірь Олъгердовичь Князь Киевский ознаменуемъ то: Юрій Ивантычъ зе Сквира, ижь его ойчизны бардзо спустоишлы отъ непріятелей нашихъ Татаръ, где воевала орда заволгска, просил нась абысь мы ему то ствердили и оседлость при замку дали: Двор Соломецъ въ Кіеве и землю Святошищку с даною и зе вишсткимь обапулъ Сырца. Писан въ Кіеве 19 Января, индикта 4 (1390 года). Мы теды то вшистко, цо предкове дали, ему ствердзами: Славовъ зе вишсткимь надбрестыньцемь и Мыцко при Тетереве (Радомысль) Рудню и Кочеровъ зе вишсткимь, Велицу, Охотовъ, яко ся то ма и землю Святошицку, яко предокь его трималъ Романъ. А въ Северу: Рожны зе вишсткимь, Крехово, Осово, Светильново, Бердово, Островець, Буковь, Варно, Волозовъ, Нежин, Дорогинъ, зе вшисткими инными урочистыми пущами въ тымъ отделе, почавши отъ Десны по Удай и по Остеръ, и Сосновский отделъ также зе вшисткими, и Высогоръ, также то опустить въ цудзе реньце зостать ся нема. А отдел его предковский Сквирский, яко предки его Тугорханъ и Кариманъ и иные по нихъ одержали на Роси, по Роставице и Каменице, который звано Сквира, а теразъ Поветщизна, по предкахъ зе вшисткими иными пожитечными местами: Сквира, Ягнятинъ, Трилесы, Фущово (Фастов) и инными, то ма, яко своё держать и темъ вшисткимъ, жона и потомство ихъ вечными часы держа, темъ шафовать, яко сами бендо хтели уживать. В Кіеве писань»— 

### Грамота пану Михалу Юрьевичу со Сквира Половцу
«Мы Александръ Владимировичъ Князь Киевский чинит знаменито на вшистке потомне часы: патрзалисьмы тего дела сь Ксионжаты и бояры паны Киевскими тутечными, ж Панъ Михалъ Юрьевичъ зе Сквира Половець покладам грамоту господаровъ Кіевскихь, Князя Отца моего, предкомь его данную на осядлостъ, бардзо спусташалу отъ неприятель нашихъ, и билъ наш челомъ, абысь мы ему то ствердили, якь бы то въ пустызне зосталося. Пре то, видя Мы то, ижь предокь Пана Махала, прилончившися до нашего предка, веру крепко здержал и непріятель Княжества нашего воевалъ, и вшистке предки Михала и самь Михалъ, также добре служили, не литуяцъ здравія и маетности своей. Мы жъ Пана Михала, таковего добрего менжа жалуемы: даемь му при Кіеве дворъ наш Володымерку, обапулъ Совки речки, зе вшисткимъ цо до тего належи, и въ Полесьи на Звиздени (Здвижу) и Тетерев Темевичи, Тригобивичи, Коленца, Трудемевичи, Микуличи, Хилимоновщину зе вшисткими земями зъ данію и гонами бобровыми, кь томужь Гуляники на Стугне, Белки и Глебовъ на Рпени, на веки то ему предковщизну ствердзамы»— 

### Тестамент Яцка князя со Сквиры Половца Рожиновского
Михаил Юрьвич со Сквира Половец оставил по себе одного только сына Яцка и дочку Оксенью, Яцек умер в 1536 году, которого тестамент, имея перед собой, цитировал Руликовский (Сам тестамент Руликовским датируется 1516 годом).
Просит он в том тестаменте панов Ивана Немирича вуя своего и Йордана Скобейка, чтобы по его смерти маеток его и детей малолетних: сына Темионка и дочку Овдотью в опеку приняли, а вместе с тем, чтобы выкупить хотели сына другого Демьяна, уже дорослого, что в ясыре в Орде остаётся. «Если бы зараз на выкуп онего грошей готовых не стало, тогды пан Немирич мает своими грошми заложити имение Славов, а если бы и тых пенезей было замало, тогды нехай и друге именье заставит, только сына моего нехай выкупит». Желает, чтобы его поховано было в церкви Св. Михайла Злотоверхого, и на ту церкву одписует грунт свой коло Киева, добавляючи здесь же: «Если бы его сыновья, будучи в сиротстве умерли, то всю маетность свою записует на пана Ивана Немирича, вуя своего, с тем однако, чтобы пан Немирич дочку его Овдотью и сестру Оксенью, даючи замуж, вывеновал». Яцко князь со Сквира Половец Рожиновский, поседал значные именья, бо кроме добр в Приднепровой Украине, дедичал и в Заднепровой: як то Светильнов, Рожны, по предках спадлые, о которых выше упоминалось (в привилее князя Владимира), овож, та цела фортуна по смерти его переходит на пана Ивана Немирича, бо сыновья Яцка, как сам имел предчувствие в своём тестаменте, скоро умерли. Ту сукцессию (наследство) в 1568 году Зигмунт Август признал и подтвердил Йосифу Немиричу, сыну Ивана. На сынах затем Яцковых род княжат со Сквира Половцов-Рожиновских угасает.

### Владимир Антонович
Не сомневаясь в подлинности представленных Э. Руликовским семейных документов Половцов-Рожиновских, Владимир Антонович пишет, что по фамильному преданию этого рода, он происходил от половецкого хана Тугорхана (тестя Святополка II Изяславича), сын которого Карыман переселился в русскую землю, принял крещение под именем Льва и получил обширный удел в Киевском княжестве, будто ещё от Владимира Мономаха. Трудно решить, насколько было достоверно это фамильное предание князей со Сквира Половцев-Рожиновских; несомненно однако то, что в XIV и XV столетиях этот род владел обширными землями в Киевском княжестве, на которые получил подтвердительные грамоты от князей Владимира Ольгердовича и Олелька Владимировича. Земли эти лежали частью около самого Киева, частью же распределялись по обеим сторонам Днепра. Одна, большая, половина земель их находилась между реками Стугною, Тетеревом и Росью, вдоль по бассейнам рек: верхнего Ирпеня, Раставицы и Каменки, и центром этой части, а равно резиденцией князей Половцев был ими же основанный замок Сквир (ныне город: Сквира). Другая, также обширная половина их владений находилась на левой стороне Днера, в поветах Остерском и Переяславском, между реками: нижним течением Десны, Сновью, Остром и Удаем; центром этой половины владений был замок Рожынов, лежавший в Остерском повете. К этой половине владений князей Половцев со Сквира Рожиновских принадлежали города: Нежин, Басань и Быков с окружавшими их грунтами и сёлами. Татарское разорение, постигшей Киевщину в конце XV столетия, легло всей своей тяжестью на имения князей Половцев: замки их были разграблены и разрушены, сёла разорены, народонаселение угнано в полон или бежало; словом, по выражению грамоты великокняжеской, «поместил их вельми спустошали от недругов наших». Два последние представителя рода, князья: Михайло Юрьевич и сын его, Яцко Михайлович, напрасно пытались, «не литуючи здоровья и маетностей», отражать нападения хищников; они были почти совершенно разорены и числились лишь de jure владельцами обширных земель, не приносивших им теперь никакой действительной пользы. В 1536 году умер князь Яцко Михайлович, поручая опеку над своими детьми и имуществом своим приятелям, земянам киевским: Ивану Немиричу и Юрию (Йордану) Скобейку. В дошедшем до нас его духовном завещании он просит опекунов заложить немногие, оставшиеся в окрестности Киева, свои поместья, а деньги употребить на выкуп сына Демьяна, попавшегося в татарскую неволю, и на обеспечение другого малолетнего сына Семёна, в заключение же, как бы предчувствуя скорое прекращение своего рода, он отказывает, в случае бездетной кончины своих детей, всё остававшееся имущество Ивану Немиричу. Не знаем, возвратился ли князь Демьян Половец из плена, но, во всяком случае, как он, так и брат его, Семён, скончались беспотомно, потому что 30 лет спустя после смерти князя Яцка, сын Ивана Немирича — Иосиф, предъявил великому князю Сигизмунду Августу завещание Яцка с просьбой передать ему права на все владения вымершего рода князей Половцев. Так как заявление Немирича последовало до Люблинской унии, когда действовало ещё литовское право по отношению к землевладению, то требование его не было удовлетворено; имения вотчинные и выслуженные, в случае прекращения рода владельцев, должны были поступить в государственную собственность; на этом основании имения князей Половцев-Рожиновских были частью приписаны к господарским староствам, частью розданы, в качестве служб, новым лицам, в том числе незначительная доля и Иосифу Немиричу.

### Пётр Голубовский
Пётр Голубовский — ученик В. Антоновича ещё 1884 году в своей известной монографии «Печенеги, торки и половцы до нашествия татар» отмечал, что в Поросье были поселены половцы не Тугорхановы, а половцы, перешедшие на русскую территорию после нашествия татар:

«После 1237 г. мы находим половцев среди русских. Они, видимо, уже находились в полной зависимости от русских князей. Даниил Романович Галицкий употребляет их как лёгкое войско в своих походах на Литву, на ятвягов. Они участвуют в знаменитой ярославской битве, когда решён был окончательно вопрос, кому должен принадлежать Галич. Мы видим здесь половцев в полном повиновении у Даниила: „и приехаша Половци наперёд, и приехавше видиша стада их (неприятельские), не бе бо страж их у реки, Половцем, же не смеющим разграбити их, бес повеления княжа“… Прежде, во времена, когда их нанимали князья на помощь, они не дожидали бы позволений и не были бы так совестливы. Нет никаких данных, которые давали бы возможность сказать, где были поселены половцы. Сохранилось предание, что они получили земли там же, где раньше поселились их родичи — чёрные клобуки, т. e., на Роси, но при этом время поселения их в этих местах отодвигается очень далеко — к княжению Святополка Изяславича, то есть, к концу XI в. Оно удержалось в роде князей Половцев-Рожиновских, производивших свой род от тестя Святополка, половецкого хана Тугорхана. В грамоте, выданной киевским князем, Владимиром Ольгердовичем, в XIV в. Юрию Ивановичу Половцу-Рожиновскому говорится между прочим: „а удел его предковский, как предки его, Тугорхан и Кариман, и иные после них, держали, на р. Роси по р. Ростовицу и Каменицу, который назывался Сквира, а теперь Поветщизна“. Предание отнесло событие к слишком отдалённому времени, но самый факт несомненен, как видно из приведённых нами летописных известий. В Поросьи были поселены половцы не Тугорхановы, а перешедшие на русскую территорию после нашествия татар»— 

### Михаил Владимирский-Буданов
Вступительная статья Михаила Владимирского-Буданова под названием «Население Юго-Западной России от половины XIII до половины XV века» к первому тому седьмой части Архива Юго-Западной России 1886 года выпуска, также касается темы Половцов-Рожиновских. Излагая суть вопроса по Э. Руликовскому, автор далее анализирует известные привилеи, где пишет, что в этих грамотах князя Владимира и Александра весьма подозрителен язык, впрочем, может быть отнесён на счёт неисправности поздних списков. Содержание же грамоты основателю рода князей Рожанских отчасти подтверждается действительным владениям Рожанских на обоих берегах Днепра. Если же не признать грамот Владимира и Александра подлинными, необходимо отнести составление их к довольно раннему времени и таким образом признать, что обширные степи на юго-западе Киевщины и за Днепром уже были раздаваемы частным лицам с целью колонизации пустынь.

### Михаил Грушевский
Многие историки упустили очень важный тезис Михаила Грушевского, который наиболее близко подошёл к раскрытию тайны происхождения Половцев-Рожиновских. Анализируя первую грамоту Юрию Ивантычу со Сквира, учёный отмечал, что в настоящем своём виде грамота не имеет начала; она составляет по-видимому, подтверждение грамоты Владимира Ольгердовича, помеченной индиктом 4, то есть 1366 или 1381 г. (в 1396 г. Владимира в Киеве уже не было): «Мы теды то вшистко, цо предкове дали, ему ствердзами», но кто «зтверджал» грамоту, неизвестно, и как самая грамота Владимира, так ещё больше — её подтверждение ждут ещё доказательств своей подлинности.
Данную особенность подметил один Вольф (см. ниже), а именно то, что как позднее писал сам Руликовский в статье о Сквире, Иосиф Немирич — сын Ивана Немирича, выпросил у Зигмунта Августа дня 22 января 1568 года привилей, выданный в Воложине, который подтвердил спадок и дедицтво добр по выгаслых Рожиновских, причём по просьбе того ж Немирича выдано с канцелярии королевской, в копии Польской, видимус упомянутых двух привилеев княжат Киевских. Очевидно, именно поэтому в этой копии текст грамот значительно полонизирован и не был переписан «слово в слово», а Руликовский, не процитировавший эту копию в полном объёме, невольно запутал ситуацию, возбудив среди исследователей неоднозначные оценки.

### Юзеф Вольф
Юзеф Вольф в своей известной работе «Kniaziowie litewsko-ruscy» называет Рожиновских (Половец со Сквира) от местности Рожны, Сквир и фамилии Половец, псевдокнязьями, а документы, опубликованные Руликовским поддаёт сомнению в их подлинности, считает родословную, построенную Руликовским, абсурдной, поскольку со времени половецкого хана Тугоркана прошло не 5 поколений, а по меньшей мере 15. Из опубликованных грамот, родословную Вольф предлагает вести не от Тугоркана, а от Каримана, сыном которого был якобы Тугоркан-Кариман. Итак, по словам Вольфа, князьями называет их только Руликовский, на основании четырёх документов следующего содержания:
1. В Киеве января 19 индикта 4 (1390 год) Владимир Ольгердович князь Киевский даёт Юрию Ивантычу со Сквира, в награду за опустошённую татарами отчизну, двор Соломец в Киеве и землю Светошицкую и в то же время подтверждает ему земли отчизные: Славов, Мицко на Тетереве (здесь Радомышль), Рудню, Кокоров, Велице, Охотов, землю Светошицкую, яко предок его Роман держал, а на севере Рожны, Крехово, Осово, Светильново, Бердово, Островец, Буков, Варно, Волузов, Нежин, Дорогин, а отдел его предковский Сквирский, яко предки его Тугоркан и Кариман держали, званый раньше Сквира, а теперь Поветщизна (здесь Романовка) с местностями Сквира, Янятин (Ягнятин), Трылесы и Фущово (Фастов).
2. (1440—1454) Александр Владимирович князь Киевский даёт пану Михалу Юрьевичу со Сквира Половцу, который покладал привилей даный предком его отцом князем Киевским, при Киеве двор Володимирку и в Полесье на Здвижени и Тетереве, Тимевичи, Тригобовичи, Коленца, Трудемевичи, Микуличи, Хилимоновщину, Гуляники на Стугне, Белки и Глебов на Ирпени.
3. 1516 или 1536 года Яцко князь со Сквира Половец Рожиновский, умирая, пишет тестамент, согласно которому хочет быть похороненным в церкве Михайла Злотоверхого монастыря в Киеве, опеку над сынами Демяном в ясыре, Темионком малолетним и дочерью Овдотьей поручает вую своему Ивану Немиричу и пану Йордану Скобейку, если бы сыновья умерли, то всю маетность записует вую своему Ивану Немиричу с тем, что бы дочке Овдотье и сестре своей Оксенье, выдавая замуж, вывеновал.
4. В Воложине 22 января 1568 года. Подтверждение королевское Иосифу Ивановичу Немиричу, на получение сукцессии по вымершем роде княжат со Сквира Рожиновских, причём по просьбе того ж Немирича выдано с канцелярии королевской, в копии Польской, видимус упомянутых двух привилеев княжат Киевских.
Далее Вольф продолжает, что на основании этих документов, аутентичность которых есть сомнительной, пан Руликовский уложил родовод княжат со Сквира Половец Рожиновских: «Тугоркан, тесть князя Киевского Святополка, убит 1098 года под Переяславом, получил от зятя добра на Руси, которыми владели следующие поколенья, сын его Кариман, внук Роман и правнук Ивантий. Того сын Юрий был отцом Михала, а дедом Яцка, которого дети умерли вскоре после отца». Если бы мы даже поверили вышеуказанным документам, говорит Вольф, то из них следует только, что некий Кариман владел упомянутыми землями, которые по нём переходят на поколения его потомков: Тугоркана, Романа, Юрия Ивантыча, Михайла Юрьевича, с которых последние двое уже не князья, и наконец Яцка, который первый потом титулуется князем. Даже речи не может быть о том, что бы упомянутый Тугоркан потомок Каримана был идентичным с тестем Святополка, князя Киевского, поскольку последний жил в XI веке, и было бы неподобством считать, что бы между ним и живущим в XVI веке Яцком Рожиновским было пять поколений, тогда как их должно быть не меньше пятнадцати.
Как пишет Вольф, уже во второй половине XVI века слабыми были следы традиций об угасших Рожиновских. Воспользовался этим некий боярин Семён, которому староста Остерский Лаврин Ратомский, за заслуги военные, дал в державу Рожны, что бы прозвать его Рожновским (Рожиновским) и выдавать за потомка роду со Сквира Половцов. Видимо, поверил ему король Зигмунт Август, который решил вернуть ему маетки отчизные. Лаврин Ратомский даёт, за листом короля Зигмунта Августа, во владение Семёна Половец Рожановского, добра его дедичные Рожанов, Светильнов, Осово, Бердово и Городище, до воли королевской при старостве Остерском, кроме Леткович и Коленич, которые уже в 1604 году сын Ратомского — Михаил Ратомский передал сыну Семёна — Юрию Семёновичу со Сквира Половец Рожиновскому. Семён Половец Рожиновский заставил Яну Аксаку Светильнов с Подгорищем, Осова, Заборицкий (Заворочье), которые сын его Юрий Половец со Сквира Рожиновский тому ж Аксаку продал в 1604 году. Тот же Шимон Рожиновский судился с Мелентием Хребтовичем владыкой Владимирским (1579—1593) о подданных. Сын его Юрий Семёнович титулуется, как: «Половец со Сквира Рожиновский», поскольку Юрий Половец Рожиновский процессовал в 1596 году Жуковского о наезде на Светилово, а в 1602 году вместе с Михалом Фронкевичем судился с Аксаком за Гуляники, которые князь Александр Владимирович надал был Михалу Рожиновскому. Тот же Юрий Семёнович со Сквира Половец Рожиновский в 1604 году при старосте Ратомском получает Летковичи и Коленичи и продаёт Аксаку добра, заставленные тому ж небожчиком отцом Семёном Половец Рожиновским. О последней продаже позывает его в том же году княгиня Йоахимовая Корецкая. Юрий со Сквира Рожиновский судится в 1609 году за Глебово. Умер около 1611 года, оставив с женой Анной Бростовской трёх дочерей: Оксинью за Василем Некрашевичем, Марушу, панну, затем за Яном Марцинковичем и Катарину за Хмарой. Вдова вышла второй раз замуж за Себастьяна Едловского; Анна 1-го Юрьева Рожновская 2-го Себастьянова Едловская в 1618 году позывает возного Русановского о не тщательное признание введения до Рожнов для Яна Аксака, и взыскует на нём «кару на горло и инфамию» и кассацию введения. В 1613 году Оксинья Некрашевская и её сестра Мария Рожиновская позывают Ратомского о неотданье присуженых отцу их небожчику Юрию Рожновскому Леткович и Коленич, а также Креницкого о Баран. Во время Люстрации воеводства Киевского в 1616 году потомки небожчика пана Юрия Половца-Рожиновского: Михал Миловский Хмара, сам от себя и от имени Оксиньи Рожиновской Василевой Некрашевичевой и Маруши Рожиновской Яновой Марцинковичовой, заявляет претензии до поседанья Гуляник, менячи те добра дедичными.

### Матвей Любавский
Мнение Матвея Любавского совпало со мнением Вольфа. Он считал грамоты поддельными, а Половцев-Рожиновских боярами из Черниговщины:
«Что касается князей Половцев со Сквира Рожиновских, то дело тут, по всем признакам, происходило так. В бассейне Роси существовала целая местность, носившая название Половетчина с городищем Сквирой. Очевидно, Половетчина была когда-то местопребыванием половцев, устроенных тут на житьё либо киевскими ещё князьями, либо татарами. Эту местность захватили какие-то Рожиновскне, по всем признакам бояре из Черниговщины (там у них были именья Рожны, Светильное и др.). Чтобы оправдать своё владение, они стали выводить свой род от половцев, ни больше ни меньше, как от Тугоркана, тестя Святополка II, и назвались князьями Половцами со Сквира Рожиновскими. Был сфабрикован подтвердительный правилей Владимира Ольгердовича от 1390 г., выданный будто бы одному из предков их Юрию Ивантычу на „отдел Сквирский“ с целым рядом других имений по правой и по левой стороне Днепра, бывших большею частью пустовщинами. Привилей и по содержанию и по языку не оставляет сомнения в том, что мы имеем дело с подложным документом. Как бы то ни было, но пустовавшие земли и угодья — городища, селища, острова лесные, пустыни и разные угодья — не оставались res nullius, но считались либо господарскими, либо княжескими, панскими и боярскими, хотя и не имели точных и определённых границ. Обо всех них у правительства и населения были известные сведения, все они были зафиксированы под известными именами. Эти имена удержались, как наследие двукратного заселения Приднепровья, в киевскую и затем в литовскую эпоху, и как результат продолжительного знакомства с ними русских бродников степей и казаков».

### Александр Яблоновский
Вслед за Вольфом засомневался в аутентичности привилеев Половцов-Рожиновских и известный польский историк Александр Яблоновский. Так, в объёмной статье для многотомного «Словника Географичного» под названием «Заднепровье», в 1895 году он, говоря о Половцах-Рожиновских, пишет:
«…Помимо сомнительной аутентичности и роду самого и наданий, которыми он остался так щедро наделённый, важными с этих актов остаются названия населённых пунктов, которые имеют определённое значение для исторической географии Заднепровья…»
Правда, в «Киевской старине» за 1896 год появляется русский перевод этой статьи Яблоновского уже под названием «Левобережная Украина в XV—XVII ст. Очерк колонизации», сделанный, вероятно, Н. Молчановским, где слова автора интерпретируются следующим образом:
«…В эту пору встречаем в северной полосе Заднепровья немало поселений, большая часть которых не упоминается в домонгольскую эпоху… в XV веке значительная часть этого округа будто-бы принадлежала кн. Половцам из Сквиры, потомкам якобы Тугортхана половецкого, тестя великого князя киевского Святополка (ум. 1113), и владение это подтверждено ещё кн. Владимиром Ольгердовичем. К этим „владениям“ на левом берегу Днепра, будто-бы разорённым татарами, принадлежали и „в Северу“: „Рожны зе вшисткимъ“, Крехово, Осово (?), Светильново, Бердово (исчезн.), Островец, Буков (Быково?), Варно, Волузов, Нежин и Дорогин, „зе вшисткими инными урочистыми пущами въ тымъ отделе, почавши отъ Десны по Удай и по Остеръ, и Сосновский отделъ также зе вшисткими, и Высогоръ“ (E. Rulikowski Opis powiatu Wasilkowskiego pod względem historycznym, obycajowym i statystycznym. — Warsz., 1853, стр. 33). От упомянутых выше Рожнов на Десне Половцы из Сквиры получили и название Рожиновских; род их прекратился к 1540 г. Несмотря на подложность документа, указания эти по-видимому, удостоверяют, что в XV веке помянутые поселения уже существовали на нижнем течении Десны, хотя установить эти местности ныне частью невозможно…»"
Но, уже в следующем году, А. Яблоновский, более осторожно подходит к этой теме, без категорических высказываний, называя лишь Юрия Рожновского самозванцем.

### Станислав Дзядулевич
Станислав Дзядулевич находит гербовый знак угасших Половцев-Рожиновских, а также предполагает Тугоркана, указанного в грамоте, одноимённым внуком известного половецкого хана, тестя князя Святополка:
«Рожиновские-Половцы со Сквира. Тугоркан, тесть князя Святополка, погиб в року 1098 под Переяславом. Какой-то его потомок (наверно, внук), также Тугоркан, получил в наданье Сквир, которым владели сын его Кариман, внук Роман и правнук Ивантий. Того последнего сын Юрий был отцом Михала, а дедом Яцка, от маетку Рожны берущего название Рожиновский. Дети Яцка умерли вскоре по отцу (около 1530 года). Вольф в своей работе „Kniaziowie litewsko-ruscy“ выражается о том роде скептически и заносит их до псевдо-князей; однако выданное в Воложине в року 1568 году свидетельство доказывает, что род князей Половцов-Рожиновских угас».

### Омельян Прицак
Историк украинской диаспоры Омельян Прицак, в «Украинском историке» Нью-Йорк-Мюнхен, 1973 года напечатал свою статью о половцах, где разделяет их на две основные группы, к одной из которых («Дикие Половцы» — династия Тертер-оба) и принадлежали Половцы-Рожиновские, как потомки Тугоркана. По его мнению, в русских летописях находится два типа определений для носителей той империи — половцев (от 1055): «Половцы» и «Дикие Половцы» (впервые упом. 1146, последний раз 1196). «Дикие Половцы» состояли из четырёх племенных групп, по две на одно крыло. Об их кочевьях знаем только на основании некоторых намёков. Тертер-оба (высокие рангу; как выше сказано, они были среди кыпчаков господствующим кланом до прихода Кай) и Етебичи (Ете-Оба) были связаны с Доном, Крымом и Северным Кавказом, тогда как Токсобичей (Токс-Оба) и Колобичей (Кол-Оба) надо помещать в системе нижней Волги, при том удостоверенное соперничество между племенными группами Тертер-оба (к которым принадлежал, между прочим, Котян, тесть Мстислава Удалого) и Токс-Оба (о соперничестве подаётся в арабского автора ан-Нувайри, умер в Каире 1333). С династии Тертер-оба происходил правдоподобно Тугорта (р) кан, тесть киевского князя Святополка Изяславича, похоронен им в Берестове под Киевом. За его (Тугортакана) потомков — подавали себя в XV—XVI вв. князья Половцы-Рожиновские из Сквиры (уезд Белая Церковь), одинокая княжеская династия, которая осталась на Киевщине после падения Киевского государства. Позже, после прихода Монголов, одна ветка Тертер-оба основала свою династию в Болгарии (1280—1323); Токсобичи (как и Бурчевичи) — упоминаются с XV в. в нынешней Румынии. Все Половцы, «не-дикие» и «дикие» подлежали двум верховным династиям, которые были протомонгольского происхождения: Кай (Каепичи, Кай-Оба) и Олперлюевы (Olberlu), которых русские летописцы зачисляли в «Диких Половцев».

### Светлана Плетнёва
Как известный специалист по половцам, Светлана Плетнёва, подобно П. Голубовскому считает, что Тугоркан Поросьем не владел, а единственное свидетельство в летописи о направлении похода Тугоркана помещено под 1095 г., когда этот хан подошёл к Переяславлю, то есть на левобережные русские земли. Это сообщение является косвенным подтверждением того, что Тугоркан кочевал в левобережье, так как в мае, когда он отправился в поход, переправа через Днепр, да ещё и под «жёстким контролем» русских полков, была невозможна. А значит земли на пограничном Поросье, среди чёрных клобуков, по словам Плетнёвой, Половцы-Рожиновские могли получить от киевского князя не раньше монгольского нашествия:
«Пришли половцы и в Литовское княжество. Об этом свидетельствуют интересные, дошедшие до нас документы XIV в., в которых говорится о происхождения рода князей Половцы-Рожиновских, находившихся на службе в Литве с XIII в. (Федоров-Давыдов, 1966, с. 228). Их предком называется известный хан Тугоркан, а владения их были якобы в Поросье. Мы знаем, что Тугоркан был приднепровским ханом и Поросьем не владел. Однако его потомки, возможно, именно в лихую годину монгольского нашествия могли пойти на службу к киевскому князю и получить землю на пограничном Поросье, среди чёрных клобуков, многие из которых погибли в битве на Калке, и земли их нужно было заселять новыми пограничными вассалами. Следующие монгольские нашествия стали причиной ухода рода Тугоркана дальше на север — под покровительство литовского государя».

### Герман Алексеевич Федоров-Давыдов
Федоров-Давыдов, на которого опирается Плетнёва, далее развивает мысль П. Голубовского, что сама родовая легенда происхождения Половцев-Рожиновских от хана Тугоркана запутана, поскольку смешала половецкую династию на службе в литовских Киевских князей с более ранними поросскими династиями «чёрных клобуков», зависимыми от Киева:
«Некоторые половецкие князья в русских землях сохраняли свои имена очень долго. Например, князья Половцы-Рожиновские. В акте XIV в. приводится традиция, согласно которой эти князья происходят от Тугоркана, а их держания были в Поросье. Явно выступает тенденция смешивать половецкую династию на службе у Литвы в XIII—XIV вв. с вассальной от Киева аристократией поросских чёрных клобуков».

### Феликс Шабульдо
Современный украинский историк Ф. Шабульдо находит убедительные аргументы в пользу достоверности грамоты князю Юрию Ивантичу Половцу из Сквиры, а также предлагает датировать её 1381 годом, согласно исчислениям по индиктам в сопоставлении со временем правления Владимира Ольгердовича:
"Кроме Путивля, Киевскому княжеству в XIV в. принадлежало черниговское Посемье с волостными центрами Хоробор и Сосница, а также замок Остер и его земли в нижнем течении Десны. Принадлежность Посемья к Киеву подтверждается неоднократными находками в этом районе кладов с монетами Владимира Ольгердовича. Так, они были обнаружены в Путивле и Козельце, в с. Вишенки бывшего Коропского уезда и самый большой клад (969 монет, чеканенных в Киеве от имени Владимира Ольгердовича) — в Соснице. Эти находки в значительной мере подтверждают историчность некоторых реалий жалованной грамоты Владимира Ольгердовича князю Юрию Ивантичу Половцу из Сквиры, дошедшей до нашего времени в копии XVI в. и с искажениями в тексте, а потому внушавшей определённые сомнения в её подлинности. Обычно её датируют 1390 г., хотя указанный в ней индикт 4 соответствует 1381 или 1396 гг. Поскольку в 1396 г. Владимир Ольгердович уже не был киевским князем, датой написания прототипа грамоты следует признать 1381 г. В ней подтверждаются права Юрия Ивантича на наследственные владения, в том числе на его «Северский» и «Сосновский» «отделы» (уделы), в состав которых входили земли, «почавши от Десны и по Остер» с сёлами Рожны (на Десне), Крехово, Осово, Светильново, Буков, Варно, Нежин, Дорогин, а также Высогор, Сосница и др."

### Наталья Яковенко
Князья тюркского происхождения: (гипотетически) Половцы-Рожиновские
```
                                       Роман Половец 
                                    «потомок Тугоркана»
                                  дедич «Сквирского отдела»
                                            |
                                      Юрий Ивантыч 
                              со Сквира Половец (уп. 1390)
                                            |
                                Михаил Юрьевич со Сквира
                                  Половец-Рожиновский
                                   (уп. между 1440-54)
                                        Жена: NN
                                            |
                                  N Половец Рожиновский
                                     (2 пол. XV века)
                                   Жена: N Немиричовна
                                            |
                                  Яцко, князь со Сквира
                                   Половец-Рожиновский
                                   (уп. 1516 или 1536)
                          __________________|____________________                  
                         |                  |                    |
                   Теминко Яцкович     Демьян Яцкович      Овдотья Яцковна
                 Половец-Рожиновский  Половец-Рожиновский (уп. 1516 или 1536)
                   (ум. до 1568?)     (уп. 1516 или 1536)
                                         Жена: NN
                                            | 
                                     Семён Рожновский
                                   (Половец-Рожиновский?)
                                      (уп. ок. 1573)
                                         Жена: NN 
               _____________________________|__________________________         
              |                             |                          |
        Семён Семёнович       Юрий Семёнович Рожновский      Ян Семёнович Рожновский
          Рожновский       (Половец со Сквира Рожиновский?)       (уп. 1597)
        (уп. 1584, 1605)               (ум. 1611)                      |
              |                Жена: Анна Берестовская                 ?
              ?                            |
              _____________________________|__________________________
             |                             |                          |
       Оксинья Юрьевна               Маруша Юрьевна            Катерина Юрьевна
         (уп. 1616)                    (уп. 1616)                 (уп. 1616)
        Муж: Василь                     Муж: Ян                   Муж: Михаил
         Некрашевич                  Марцинковский             Хмара Миловшский
```

В более ранней работе Наталья Яковенко рассуждает о завещании Яцка Половца, судьба которого, как, впрочем, и всех документов, что касаются наследства князей Половцов, довольно тёмная. Непонятно, почему эти документы хранились в семейном архиве Немиричей столько времени, поскольку Иосиф Немирич предъявил их лишь в 1568 году. Странно и то, что он предъявил их не в великокняжескую канцелярию, юрисдикции которой подлежал, а в коронную, что формально находилась в другом государстве. По просьбе Иосифа, документы князей Половцев были якобы зафиксированы в канцелярских книгах, и с них выдана заверенная запись, хотя самих завещанных Яцком Половцем земель король Немиричам не подтвердил. Остаётся только догадываться, почему завещание не было предъявлено своевременно. Возможные ответы на эти вопросы такие: 1) никакого завещания не существовало вообще, и та бумага, которую Иосиф возил в Краков — фальшивка; 2) завещание существовало, но к его первоначальному тексту были внесены такие существенные фальсифицирующие уточнения и поправки, что нужно было время, чтобы умерли живые свидетели и затерялась память о действительной предсмертной воле Яцка Половца; 3) Иван Немирич сознательно не выкупил с ясыра княжича Демьяна Яцковича, и надо было просто выждать, пока сгладится память о нехристианском поступке.

### Леонтий Войтович
В 1230-х гг половецкие ханы начали принимать христианство. Свояк путивльского князя Владимира Игоревича — хан Юрий Кончакович был одним из сильнейших половецких ханов. После битвы на р. Калке часть половцев избежала ордынского завоевания. Значительная часть правобережных половцев эмигрировала в Венгрию. Левобережные половцы стали на службу в северских князей. Остатки половецкой знати могли ассимилироваться, но сохранить родовые названия. Князья Половцы Рожиновские могли быть их потомками. Правда, Ю. Вольф считал князей Рожиновских за самозванцев, которые себе этот титул приписали. Однако Роман Половец, дедич «Сквирского отдела», который считался потомком Тугорхана, жил в середине или в начале XIV в., что позволяет с определённым доверием относиться к их княжескому титулу. Его потомок Юрий Ивантич Половец из Сквиры упомянутый в 1390 г. Деятельность его сына Михаила Юрьевича из Сквиры Половца-Рожиновского отражена в документах 1440—1454 гг. Сын Михаила Юрьевича женился на сестре Ивашко Немирича. Их сын Яцко Половец-Рожиновский упомянут под 1516 или 1536 годом с княжеским титулом. Или же мелкие пограничные землевладельцы просто рискнули себе приписать княжеский титул, который спокойно потом носили? Вопрос остаётся открытым. Яцко имел двух сыновей: Демьяна (упом. в 1516 или 1536) и Теминка († в 1568?), И дочь Овдотью (упом. в 1516 или 1536р.). Чьим сыном был князь Семён Рожновский, упомянутый ок. 1573, неясно (скорее Теминка). Со следующего поколения известны Юрий († 1611), женатый на Анне Берестовской, Семён († после 1605) и Ян († после 1597). Юрий имел трёх дочерей, упомянутых в 1616 году: Оксинья вышла за Василия Некрашевича; Маруша — за Яна Марцинковского; Екатерина — за Михаила Хмару-Миловшского. Возможно, что последним из семьи был запорожский старшина Роман Рожновский, один из казацких послов в 1638. Во второй половине XV в. жил князь Химский, владения которого находились на Брацлавщине. Он также мог быть потомком половецких ханов.

### Неакадемические исследования
- Наиболее оригинальными в этом плане являются исследования броварского историка Владимира Гузия. В своей известной книге «Золота очеретина» он пишет о том, что предки князя Юрия имели древние династические корни русско-половецкого рода, истоки которого теряются в глубине не веков, а тысячелетий. Родовые земли князя Юрия находились между Фастовом и Ружином (ныне сёла Великополовецкое и Малополовецкое). Князь Юрий Половец был вассалом Гедимина и участником победоносной битвы с татарами на реке Синяя Вода в 1363 году. Владения князя Юрия лежали недалеко от Синей Воды. Полученные новые земли были и крупнее фамильных по площади, и перспективные по освоению. Вблизи большие реки — Днепр, Десна, Трубеж, Остер. Леса, богатые земли, близость княжеского Киева. Юрий Половец переносит свою резиденцию в Рожнов. Здесь он и принимает титул местного князя Половца-Рожиновского. Эта династия существует на территории Броварщины почти триста лет. Но генеалогия этого рода довольно сложная и запутанная. Так, за Литовским гербовником, известный княжеский род Ружинских из городка Ружин иногда называют Рожинскими, путая княжеские и некняжеские роды. Тот же гербовник, вспоминая Ружинских, не упоминает исторически известных Половцев-Рожиновских. Можно попробовать установить связь древней семьи русско-половецкой знати Половцев-Рожиновских с дворянским родом Петербургской губернии Половцевых. Генерал-майор Пётр Половцев в середине 19 в. поселился в нашем крае, пожалуй, на дедичных землях. Род Половцевых занимает в Российской империи высокие государственные должности. Половцы-Рожиновские — почти тысячелетняя Броварская ханско-княжеская дворянская династия. Местоположение княжеской резиденции хорошо сохранила человеческая память, хотя уже прошло с тех пор почти шестьсот лет. Белые пески-холмы к востоку от современных Рожнов люди и сейчас называют Половецкими или Княжимы, или Юрасевимы холмами. Мы просто недооцениваем возможности человеческой памяти. Это место исследовалось и археологами, и местными жителями. Здесь, несомненно, прослеживаются следы древнего поселения. Князь переселился в наш край не один, с ним пришли и его люди. Часть Броварских родов достигают родовыми корнями в верховья рек Ирпеня и Роси, в Киево-Житомирском приграничье. Свидетельством этого является сходство фамилий, а также некоторые семейные легенды, подтверждающие переселения далёких предков из-за Днепра. Часть этих переселенцев имели половецкие корни. Они поселились в Рожнах и Рожевке. В 1393 г. литовский князь Витовт сбрасывает князя Владимира Ольгердовича и ставит на княжеский престол в Киеве брата Скиргайло. А с 1396 г. по 1430 в Киеве правят князья Гольшанские — отец Иван и сын Михаил. Витовт ведёт воинственную политику, захватывает берега Чёрного моря. Киев становится центром борьбы с Золотой Ордой. На смену князю Рожиновскому приходит новый обладатель нашей земли — князь Дмитрий (Митко) Сокира, сторонник князя Витовта. Сокира принадлежит, по Литовскому гербовнику, к местным (удельным) князьям. Его владения больше, чем в Рожиновских: Остер, Виповзов, Чернин и земли Рожиновских — Рожны, Светильня, Крехаев, Летки. Летки здесь упоминаются впервые. Литовцы пытались ничего не менять на Руси, но были причины что земли Рожиновских отдали князю Сокире. Наверное, Сокира имел какое-то древнее право эти земли, скорее всего, принадлежал к древнему северскому роду… В архивах сохранилось объяснение Семёна Рожновского о наезде на владение Выдубицкого монастыря в селе Свиноеды. Семён объясняет свои притязания тем, что не было и нет точных земельных границ. В 1583 г. Митрополит Оницифир Девочка жалуется в киевском суде на Семёна Рожновского и его разбойников, которые грабили церковные владения. В том же году на владение Софийского монастыря в селе Свиноеды совершает наезд сын Семёна Рожновского Иван. В 1578 Семён захватывает землю Выдубицкого монастыря в урочище Ховмища на р Десне. Дело Семёна продолжает его второй сын — Юрий. Юрий Рожновский был «добрым разбойником», вместе со своими людьми не раз делал набеги на московское пограничье для ограблений. В 1593 г. Юрий со своим отрядом участвует в восстании Косинского, грабит бояр, шляхту. После поражения восстания староста Ратомский отбирает у Юрия Рожны. Самое страшное в восстании Косинского для поляков было то, что шляхта и бояре присягали на верность ему, а не королю. Такое клятву дал и Юрий Рожновский. Юрий Рожиновский не успокаивается и начинает тяжбу за возвращение древних владений. Он договаривается с киевским судьёй Яном Аксаком в случае выигрыша дела поделиться владениями пополам. Это была обычная взятка киевскому судье. Как видим, тогдашняя власть тоже была коррумпирована. После долгого процесса Аксак выигрывает дело. В 1603 г. митрополит Потей обращается в суд по поводу очередного наезда Юрия Рожновского на Свиноедов. Но семью Рожновських опекает Остерский староста Лаврентий Ратомский…[26]
- Владимир Луценко, автор Интернет-проекта «Тюркский фактор в истории и этногенезе украинцев и их предков» довольно бегло затрагивает данную тему, лишь сообщая, что известно предание о происхождении от половцев княжеского рода Половцев-Рожиновских, имеющих в XIV—XV вв. обширные наделы на Киевщине. Согласно этому преданию князья вели свой род от половецкого хана Карымана, сына Тугоркана, который в 1094 г. выдал свою дочь за киевского князя Святополка Изяславича. После женитьбы сестры Карыман переселился на Русь, где крестился и получил обширный удел в Киевском княжестве. Впрочем, это предание скорее является легендой поскольку не подтверждается какими-либо другими источниками.[27]
- Также на специализированных историко-генеалогических форумах некоторыми участниками высказывалась мысль, что 'Половцы Рожиновские могут быть потомками некого князя Юрия Пороского (не исключая и женскую линию), о котором упоминает Галицко-Волынская летопись (Ипатьевский список):

«…Въ лѣто 6797 [1289]…. Посем же Мьстиславъ вборзѣ посла гонцѣ по Юрьи князи Пороскомъ, веля воротити и назадъ, послалъ бо бяшеть возводить татаръ на сыновця своего. Тогда бо Юрьи Пороский служаше Мьстиславу, а первое служилъ Володимиру…»
Правда, происхождение самого Юрия Пороского довольно загадочно, которого Войтович соотносит всё же со Смоленской веткой Рюриковичей. (См.: Форум средневековья Архивная копия от 15 июля 2014 на Wayback Machine и Форум ВГД Архивная копия от 17 января 2014 на Wayback Machine).

## Юрий Семёнович Рожновский — самозванец или потомок князей Половцов?

### В. Антонович: история появления потомка князя Яцка Половца
Эпоха самозванства, которым ярко пестрит тогдашняя история, не обошла стороной и наследие князей Половцов-Рожиновских. По мнению Э. Руликовского, а вслед за ним и В. Антоновича, около 1600 года, киевский земский судья, Ян Аксак, решился сделать из истории угасших князей Половцов-Рожиновских, оружие против своего оппонента Ходыки. Он ознакомился с документами и генеалогией последних представителей рода князей Половцев и решился воскресить его. Замок Рожинов и окружавшее его местечко были приписаны ещё в 1568 году к Остерскому староству; в числе других жителей местечка было несколько боярских семейств, нёсших службу в пользу Остерского замка и, по месту жительства, называвшихся боярами Рожиновскими. Один из этих бояр: Юрий Семёнович Рожиновский в 1592 году оказался причастным к козацкому восстанию Косинского и за эту вину остерский староста Ратомский, конфисковал его боярскую отчизну. Возвратившись в Остер, Юрий Рожиновский должен был в качестве «рукодайного слуги» поступить в услужение к старосте. Конечно, положение его было далеко не блестящее; между тем случайное созвучие его фамилии и отчества обратили внимание Аксака, по совету которого, вероятно в отсутствие Ратомского, Юрий Рожиновский взломал двери в комору, где хранился архив старостинский, и похитил все хранившиеся в нём документы, относившиеся к роду князей Половцев-Рожиновских и к их имениям, и сбежал с ними в Киев. Здесь он передал документы Аксаку и, выдавая себя за сына князя Семёна Яцковича Половца-Рожиновского, поручил Аксаку хлопотать о восстановлении своих прав на наследственные имения своих предков. В 1602 году Аксак и Рожиновский заключили формальный договор, по которому Аксак обязывался на свой счёт «доходить» имений, растраченных опекунами мнимого отца Рожиновского, последний же, не имея возможности «ложить великих коштов и накладов, для своего убожества», уступает Аксаку половину «дойденного» имущества. Вооружившись этой сделкой, Аксак вёл одновременно иск и против остерского старосты Ратомского, и против Василия Ходыки, требуя возвращения своему клиенту наследства князей Половцев-Рожиновских; он предъявлял в поддержание иска грамоты князей Владимира Ольгердовича, Олелька Владимировича, завещание князя Яцка Михайловича Половца и документы, свидетельствовавшие о том, что клиент его есть действительно Юрий Семёнович Рожиновский. Как ни было сомнительно родство последнего с князьями Половцами, дело в руках столь опытного дельца, как Аксак, становилось грозным для его противников. Действительно, пользуясь тем, что староста Ратомский, принявший горячее участие в деле первого лже-Димитрия, находился в отсутствии из староства, Аксак успел выиграть дело во всех инстанциях и в 1606 году вступил во владение замком Рожиновым и окружавшими его сёлами и засчитал эти имения в свою долю, в пользу же мнимого князя Половца обязался возвратить имения быковское и басанское. Он повёл дело с Ходыкою так, что, не вникая в правильность покупки им имений у Кошколдовича и не оспаривая прав прежних владельцев, доказывал, что сам Остафий Дашкевич владел этими имениями неправильно и что отец его получил жалованную на них грамоту только потому, что великий князь Александр не знал, что пустынные в то время земли принадлежали по праву князьям Половцам-Рожиновским, предкам его клиента. Встретив сильного и опасного противника в лице Аксака, Ходыка употребил все силы для защиты; он и доказывал несостоятельность генеалогии Рожиновского, и выхлопотал из литовской метрики копии документов Дашкевичей, и, наконец, несмотря на всевозможные приговоры, не допускал противника к фактическому владению имениями, причём он находил опору в протекции киевского воеводы, князя Константина Острожского, не любившего Аксака и считавшего его злостным казуистом и лихоимцем. Сообразив положение дела, не нуждаясь притом более в своём клиенте, так как остерские волости уже находились в его руках, Аксак, желая отделаться вместе и от Ходыки, и от Рожиновского, присоветовал последнему, вместо продолжительного и бесплодного процесса, удовлетвориться небольшим, но действительным вознаграждением. Следуя его совету, мнимый князь Половец-Рожиновский уступил в начале 1605 года за несколько сот коп грошей свои притязания на Басань и Быков переяславскому старосте, князю Янушу Константиновичу Острожскому, сыну киевского воеводы.

### Из Актов Люблинского Трибунала
- Року 1596 месяца августа 29 дня. Между Юрием Половцем-Рожновским поводовый, а Грегорем Толкачом Жуковским позваный, о наезде на двор стороны поводовой Светелово на грунте Рожиновском, лежачий в земле Киевской над речкой Трубежем и о разные при том гвалты, а также о привезении вещей награбленых до имения своего Жукина в земле Киевской над речкой Псёла лежачого — декрет. (Стр. 29)
- Року 1602 месяца мая 15 дня. Между Михалом Фронцевичем и Юрием Рожиновским поводовы, а Яном Аксаком позваный, о бесправном держании и уживании добр поводовых материзных в воеводстве Киевском лежачих, Гуляник — декрет, наказуючи Рожиновскому выказанье слушности до тых добр Уланик. Далее идёт генеалогия рода Рожиновских, в которой зазначено, что те добра Гуляники даровал князь Александр Владимирович Михалови Рожиновскому. (Стр. 449)
- Року 1602 месяца июля 21 дня. Ассекурация со стороны покойного Мелентиша Хребтовича Богуринского, бискупа Владимирского и Брестского, архимандрита Киево-Печерского и его капитулы, Семёну Рожиновскому (в справе подданных своих на грунте Луг при Десне, званым Рожановский, за позволеньем бискупа локованых, за резерв з добр Осек и Войница повинной десятины) даной — облята. (Стр. 80)
- Року 1604 месяца июля 27 дня. Запис цесиональный Михаила Ратомского на особу Юрия Семёновича со Сквира Половца-Рожиновского, на поданье ему в посессию маетности Леткович и Коленич, якобы его дедичных, през отца зезнаючего Лаврина Ратомского (подавая за листом святой памяти короля Зигмунта Августа в посессию небожчику Семёну Половцу-Рожановскому добра его дедичные Рожанов, Светильнов, Осово, Бердово, Городище и иные грунты) до дальшей воли короля при старостве Остерском затриманых, а теперь листом королевским Рожановскому отдать наказаных — облята. (Стр. 482)
- Року 1604 месяца июля 28 дня. Запис вечистый продажи през Юрия Половца со Сквиры Рожновского Яну Аксаку на добра власные дедичные, в воеводстве Киевском за Днепром над речкой Трубежем лежачие, то есть части или городища Светильново з людьми, в местечке Подгорыщем оседлыми, и Осова з островом Заборицким новопрозванным Завороцкий, также з людьми оседлыми и их грунтами, лесами и т. д. през небожчика Семёна Половца-Рожиновского, отца его, тему ж Аксаку заставленные — облята. (Стр. 486)
- Року 1604 месяца июля 31 дня. Между княгиней Йоахимовой Корецкой акторка, а Юрием Рожиновским позваным, о незезнанье през позваного запису вечистого продажи на маетность его часть Рожновскую Светильново з людьми в местечку Подгородищем оседлыми и Осово городище з островом Заборицким, в воеводстве Киевском над речкой Трубежем лежачие, поводце якобы даного и пред актами ассекурованого — декрет. (Стр. 497)
- Року 1609 месяца августа 21 дня. В справах двох: 1) исковая жалоба Федоры Тучанки Богушевой Глебовской и сына её Филона поводовы, против судьи земского Киевского и Юрия со Сквиры Рожиновского позваны, о добра Глебово, якобы в заставе у стороны поводовой будучие; 2) иск упомянутого Рожиновского против Филона Богушевича о недопущенье экзекуции до добр селища Глебова — объявление о намерении принять соглашение. (Стр. 152)
- Року 1613 месяца апреля 29 дня. З инстикгации Оксении Рожновского Некрашевской и её сестры поводовы, на Михала Ратомского старосту Остерского и Бобровского позваные, о спротивлении Декрету Трибунальскому Любельскому между небожчиком Юрием Рожновским отцом поводов, а позваным о захвате добр сёл двох Латкович и Коленич и городища Крехова, в земле Киевской лежачих, по признанию шкод поводом на 5000 злотых польских, и недопущенью чиненью экзекуции през позваных на старостве онего — баниция. (Стр. 565)
- Року 1618 месяца мая 15 дня. З инстикгации Яна Аксака на Анну з Бростова Себастьяновую Едловскую позваную, в справе о выделении четвёртой части добр Рожинов — кондемната. (Стр. 245)
- Року 1618 месяца мая 29 дня. З инстикгации Анны 1-го Юревой Рожновской, 2-й Себастьяновой Едловской поводовы, на Остафии Русановским позваном, о ненадёжном зезнанье введения во владение до добр поводовых Рожнов на речь Яна Аксака — присуждена кассация интромисии, кара на горло и инфамия. (Стр. 267)
- Року 1618 месяца мая 30 дня. З инстикгации Вельямина Рутского архибискупа метрополии Киевской и его капитулы поводовы, на Станислава и Анну з Бростовских Едловских позваных, о забранье грунту з добр поводовых метрополичьих Свиноеды до добр своих Рожнов — жалоба удовлетворена. (Стр. 270)
- Року 1618 месяца июня 8 дня. З инстикгации базилианов Киево-Печерских поводовы, на Себастьяна и Анну з Бростовских малжонков Едловских позваные, в справе о забранье сена подданых поводовых з добр Пухов з грунту Новосельского поддаными позваных з добр Рожнов — жалоба удовлетворена. (Стр. 277)
- Року 1618 месяца июля 9 дня. Между Яном Аксаком судьей земским Киевским поводовый, а Захарьяшем Еловицким позваным, в справе о недопущенье экзекуции в местеке Лановцы, а также фальсификации привилеев донацийных на добра Светильнов, Городище, Рожинов, Коленчи и Летковичи — свидетельство. (Стр. 310)
- Року 1624 месяца июля 9 дня. Между Анной з Бростова Себастьяновой Едловской поводовой, а Михалом Ратомским, о наезде на добра Рожны — декрет. (Стр. 319)
- Року 1624 месяца июля 10 дня. Между Себастьяном Едловским и Анной з Бростова малжонков поводовых, а Яном Аксаком, о насланье людей на двор в селение Рожны, там разных речей забранье и до добр Светильнова завезённых — декрет. (Стр. 321)
- Року 1624 месяца августа 16 дня. Судьи земского Киевского Аксака против архимандрита Печерского при одпровадженни справы того ж архимандрита з Анною княжной Корецкой позваного, о певные добра Русанов, за приложение до той же справы добр села Здымирович или Здымировки през княжну Корецкую, яко пане заставное, осаджоного на власным грунте дедичным судьи, до маетности Рожнова належачим, остерегая своё дедицтво — протестация. (Стр. 648)
- Року 1624 месяца августа 23 дня. От Яна Аксака судьи земского Киевского поводова, на Еловицких позваных, за упрошение себе добр певных, меновите Рожинова з городищами Светильнова, Крехова, островов Заборицких названых Заворочье и двох сёл Леткович и Каленца, на грунте Рожиновском при реке Десне лежачим, праву дедичному поводова подлеглых, куплею набутых, менячи те добра до столу Его Королевской Милости належачих, за нестаньем позваной стороны отриман зиск. (Стр. 649)[28]

### Из Люстрации Киевского воеводства 1616 года
«В Гуляниках дня 21 марта. Гуляники место. Держанья его милости пана судьи Киевского и малжонки его, пани Барбары Клинской. То место новоосаджоное на пустом грунте и новым корченью, на самом Шляху Чорном, през его милости пана судьи великим коштом, працею и накладом, замком збудоване, в которем замку четыре башты добре мурованы, кажда в две стены и башт 8 больших, а меньших 15. В том месте оседлости домов больше, чем 300 было…» Кроме пана судьи и его жены на Люстрации в Гуляниках присутствовали и другие дедичи: «…становившись очевисте шляхетный пан Михал Миловский Хмара, сам от себя и именем учасников своих добр належачих, миновите: Оксиньи Рожиновского Василевой Некрашовичовой, Маруши Рожиновской Яновой Марцинкевичовой, те добра вышей минованые, власные свои дедичные и учасников своих быть поведал и перед нами осведчил. И оповедал, что те добра, яко земские, дедичные, раньше до столу Его Королевской Милости не належали и затем люстрации жодной не подлежали, прося отменить люстрацию тех добр, яко дедичных, сведча при том на вышеменованого пана судью земского Киевского и малжонку его милости, державцу добр тех, что она на змове ку шкоде великой помененных учасников, дозвала люстрации тых добр, на которые бесправно посягает с тем же державцой, паном судьей земским Киевским, так как в суде земском Киевском, потом Трибунальском Любельском, а потом през ремиссию, в суде Сеймовом Вальном Коронном справа ещё не окончена, а находится в ареште, и мандат Его Королевской Милости на Сейм Вальный Коронный близко пришлый, на державцу вышейпомененного, выданый и положоный. А его милость пан судья Киевский на протестацию потомков небожчика пана Юрия Половца-Рожиновского отвечал, что жодной змовы не чинил, але яко державца добр бронил права, от Его Королевской Милости собе и малжонце своей конфирмованого, оповедая, что те добра Гуляники трудность великую, так от потомков преречоных Рожиновского, од которых тераж протестация есть подана, яко и од пана Миколая Францкевича старосты Мстиславского и братии его, и справы скончить не може…»

### Инструкция дворян Киевских послам, отправленным на Варшавский сейм 1618 года
«… За заслуги его милости пана Аксака, судьи земского Киевского, который целый век свой ни на чём иншем, только на послуге Речи Посполитой травил и травит. На то мая респект, Его Королевская Милость, пан наш милостивый, дать ему был решил пустыню под Белой Церквой, названая Гуляники, которую пан судья, з великой одвагой здоровья и маетности своей, ону садясь, замок забудовал, местечко, которое великим встретем есть неприятелеви Христа святого, уфундовал, а теперь от пана Фронцкевича и Рожновского потомков велика трудность правна поносит, и за ремиса с Трибуналу, от кальканасту лет, по сеймах си повлача. Просить Его Королевскую Милость, абы тей справы дали не одволочать, в оне милостиве решение, а справедливым декретом своим панским децизию учинил, также на заслуги, праце и кошт его милости паметал…»

### Из Люстрации Остерского староства 1628 года
«…Другий пункт комиссии. Которые местечка, села и урочища до замку здавна належали. Видно то из свидетельств людей старых, и з ревизий давных, меновите з ревизии 1550, иж до замку того належали сёла: Боденковичи, Крохаев, Летковичи, Коленцы, Ялминка, Выползов, Жукине, Чернино, Рожны; остаток пустынью было, однак с тых сёл жодного пан староста до замку Остерского не держит, бо Боденки, Выползов, Ялминки, Летковичи обе пан Яловицкий, стольник Киевский, держит за правом доживотным од Его Королевской Милости; Крохаев пан Аксак, судья земский Киевский, правом доживотным од Его Королевской Милости держит. Что же касается Рожнов и Здымирки, от людей старых ведомость взяли, что здавна они до замку Остерского належат, как видно с ревизии 1550 года; Рожны, Здымирка и Светильнов с Рудой, согласно Сеймовому Декрету 1625 года зависли (находились в споре) между Захарием Яловицким, стольником Киевским, и паном Аксаком, судьей земским Киевским…».

### Завершение судебных тяжб за «северские» владения
По описанию Руликовского, он нашёл акт от 1595 года, в котором возный «зезнается», что за листом королевским подал в «мочъ» Юрию Рожновскому село Рожны, Светильнов и иные. Однако Ратомский староста остерский, упорно запрещал ему входить во владение таковых. Другой документ от 1603 года показывает, что была заключена сделка Юрия Рожиновского с Яном Аксаком, в которой говорилось: яко он Юрий со Сквира Половец Рожиновский, потеряв маетность своих предков, а также по причине убозтва, не будучи в стане доходженья таковой, бо до тего треба бы было великих накладов и коштов немалых; уговаривается потом с Яном Аксаком, что бы тот, яко человек можный, старался бы его отчизные добра отыскать, а где одыщет, то ему отдаст оных половину. В добавление к тому условию, Ян Аксак взял на себя продвижение справы Рожиновского. Но в 1613 году Зигмунт III даёт Захарьяшу Еловицкому, секретарю своему, добра Рожны, Светильнов и иные, те самые о которых правовался Аксак. Теперь он не только имел дело с Ратомским, а и с Еловицким. Когда Еловицкий хотел вступить во владение добрами, ему надаными, Аксак, владея Рожнами (державца), не допустил его, и начались судебные тяжбы. С этим всем Юрий Рожновский не дождался окончательного решения по делу: в 1614 году он умер, оставив женское потомство, которому мало могло достаться з добр, будучих в процессе: Аксак воспользовался этим, будучи при власти, Еловицкому сёла не отдавал и продвигал справу в нужном направлении. Процесс тот перешёл из суда Киевского до Трибуналу Люблинского, а дальше на Сейм, где постоянно откладывался, пока же Аксак спокойно пользовался доходами с имений. При жизни Аксака и Еловицкого процесс тот так и не был завершён. Лишь в 1636 году «суд полюбовный» между Стефаном Аксаком, сыном небожчика Яна и Еловицкой вдовой закончился соглашением, по которому пан Стефан Аксак перед тем, как войти во владение Рожнова, Светильнова и иных имений, должен был заплатить пани Еловицкой, «яко доживотнице» 8000 злотых польских, что и было сделано.
Юрий же Рожновский так и не отыскал добр дедичных, на которые претендовал, но по словам Руликовского, умирая, должен был остаться вполне удовлетворённым шляхетским званием и тем, что женился на шляхтянке (Анна Бростовская) и дочек повыдавал за шляхтичей и наконец тем, что никто ему его самозванства не доказал. Хотя в завершение, Руликовский приводит весьма любопытный документ (приписку на полях), «до той справы належачий»:
«Тот Юрий предатель имел отца Семёна, Семён имел отца Яцка, Яцко имел отца Иванта. То четыре поколения, през которые жоден з них не был, а ни назван, а ни писан Князем, а ни Половцем, а ни со Сквира, а ни Рожиновским поголовно аж до измены и побега тего Юрия з боярства Остерского, а ни 1594 года до пана Аксака, на тот час подвоеводы Киевского. А те завше были боярами Остерскими: довод один; каковы доводы аутентичны, где ж теми назвиськами титулов пан Аксак просто пытается себе привласнить Половецкое, влость Белоцерковскую, Сквир замок з местом и кильканадцатьма сёлами державы Лаща ротмистра Его Королевской Милости, Рожны теж и Светильнов од 100 лет короля Его Милости и Речи Посполитой. А князья и княжати никогда едным доводом старосте и подстаросте не служили, але цие завше боярами замковыми были. Неслушне так пан Аксак пишет и называет (ред. Юрия) Князем Половцем со Сквира Рожиновским»'.

## Дальнейшая судьба некоторых имений Половцов-Рожиновских

### Велице (Вита-Почтовая)?
«…на гребле Ветской взымаемо было погребельное мыто ещё от Владимира Мономаха, позволенное дому Рожиновских, для сбора оного от всяких купецких людей. От Рожиновских право это надано Киево-Михайловскому монастырю, потом декретом главного Любельского трибунала подтверждённое 22-го июня 1602 года, а также грамотой Петра I-го, 1-го апреля 1700 года (рукопись под № 372 Софийского собора)».

### Славов — черняховское владение Немиричей
Иосиф Немирич — сын Ивана Немирича выпросил у Зигмунта Августа дня 22 января 1568 года привилей, выданный в Воложине, который подтвердил спадок и дедицтво добр по выгаслых Рожиновских. По словам Руликовского, он остался дедичем лишь одного владения по Половцах-Рожиновских — это местечко Славов с «Надбрестинцем» (Точнее, за Немиричами остался ещё Приборск Труденовской волости). Остальные владения он не смог получить, поскольку они перешли уже в другие руки: Сквир — Белоцерковскому повету, Глебов — Богушу Гулькевичу, Труденовичи — Юхновичам, Микуличи до монастыря Крыловского Киевского, Гуляники — Ивашкевичам, Мицко — архимандриту Печерскому, Заднепровские владенья — староству Остерскому. В 1616 году Стефан Немирич проиграл справу с архимандрией за Мицко (Радомысль). В 1592 году Миколаю князю Ружинскому (княжеский род от Наримунтовичей) Сигизмунд III за рыцарские заслуги дал Сквиру и Романовку. А в 1615 году София з Корабчейовских княжна Ружинская получила Романовщину (с 1616 года староство Романовское).
О том, что Немиричам достался Славов свидетельствуют и Акты Люблинского трибунала:
«Року 1607 месяца апреля 30 дня. Между Яном Немиричем поводовый, а Мацеем и другими Немиричами позваными, о зле учиненный дзел маетности по отцу Йосифу Немиричу, а именно: замок и местечко Олевско с сёлами до него належачими: Сновидовичи, Долглселье, Кабаны, Кисорич, Радовль, Хижин, Хожин, Копыща; другий замок и местечко Черняхов с сёлами: Остроковичи, Иванково, Стертища Дивочин, Осники, Высокое; двор Красносёлка, Горбаша, Корытища, Ставово, Щерсны, Новаки и селище Соболевщизна, Приборско и двор Ладыжиче, Теремцы, Медведне и части в селе Скородном, Кузьмичи, Добрынь, а недалеко замку и местечка Овруцкого сёла Хвостня, Потаповичи и Костюшковичи, а в Мозырском повете сёла Корени и Мормоличи, до того ж дворы с плацами в Киеве и в Овруче — эвазия». (Стр. 95)
«Року 1613 месяца мая 14 дня. Между Рафалом Лещинским, опекуном Юлиуша и Александра князей Пронских поводовы, а Стефаном Немиричем позваные, о насланье на грунт села Селенщизна, под городищем Славовым, при дороге, которая идёт с Черняхова до Грушов лес, а также о выбытье з острова урочища под Славовым за речкой подле гостинца, что идёт также с Черняхова до Грушов и с сеножати подданых, около того поля и острова будучих, до маетности Грежан належачих — свидетельство». (Стр. 573)
Другим свидетельством является Акт разграничения имения князя Януша Острожского — волости Вильской, от имения Стефана Немирича — волости Черняховской 1610 года, мая 7 дня, где сказано, что были отделены владения князя Януша Острожского волости Вильской, в которую входили сёла Ивановичи, Грушки, Новополь и Зороков от владения Стефана Немирича волости Черняховской, в состав которой входили сёла Ставов (Славов), Селянщина, Мокренщина, Горбаша (Великая Горбаша), Троковичи.

### Труденовичи (Иванков)
Słownik geograficzny пишет, что Труденовичи по Половцам-Рожиновским перешли в 1536 году на Ивана Немирича. В 1586 году принадлежали матери Филона Кмиты, Евдокии, которая второй раз вышла замуж за Гулевича, и в том же году Труденовщину записует дочке своей Евдокии Кмитчанке с прилегающими добрами — жене Ивана Проскуры Сущанского, который застроил и «залюднил» Труденовщизну и от своего имени назвал Иванковом.
По Похилевичу, первое письменное упоминание об Иванкове, который раньше назывался землёй Трудиновской, относится к 1489 году. Владел этими землями киевский боярин Юхнович. Земли переходили от одного владельца к другому. В 1524 году киевский мещанин Тишка Проскура получил Землю Трудиновскую от польского короля Сигизмунда I. В 1589 году он передал эти земли своему сыну Ивану Проскуре, который основал новое поселение и назвал его своим именем, сначала Иванов, Ивановка, которое потом изменилось на Иванков.
Нижеприведённый документ из Актов Люблинского Трибунала свидетельствует о некотором противоречии: Труденовичи — дедичное имение Юхновичей, которые получил Олехно Юхнович вместе с другими имениями, также, как и Михал Юрьевич со Сквира Половец, от киевского князя Олелька Владимировича, а согласно тестамента Яна Юхновича сына Олехновича те добра были разделены для сынов Федька и Васька. А потом между Марией Федьковой Лозчиной и Оринкой Сеньковой Сущанской Проскуровой Иванюками, Олехновича Юхновича, сёстрами родными был проведён раздел:
«Року 1618 месяца мая 20 дня. Права от князя Александра Володимировича Киевского пану Олехне Юхновичу на городище старое за Днепром Покалаврове, селища Булачин, Круглое, Сосниково за Куранья с озером Белым, притом три городища за Днепром: Бусурманское, Ярославское, Салькове с озером Линовем, а селище Проков и другие селища Белки, Махнач, селище Веприки, островы над Ирпенем и Унава, селище Маликовщина, земля над Здвиженю Мелеховщизна, а над Тетерем Труденщизна и Тригубовщизна, а на Расаве в Поли два городища Полствин и Кузяков и на два яры на Днепре — наданого облята. Тестаменту Яна Юхновича сына Олехновича на те добра для сынов Федька и Васька — облята. Дзелу между Мария Федькова Лозина и Оринка Сенькова Сущанская Проскуровая Иванюками, Олехновича Юхновича, сёстрами добр по Федьку и Ваську братии зезнаваючих роджоных, то есть на Марию припадлых добр за Днепром городища старого и селища Булатчин з озером Белым за Куранья, над Днепром городища Бесурманского, Ярославского и Сосниковского, а з Здвиженю Миховщизны, а на Тетереви Трудовщизны и Тригубовщизны; а зас на Орину — двох городищ на реке Расава в Полю Полствин и Кузяков, уходы на Ирпени, Белки, Мохначи, Веприков и Малиновщизны, а на Унаве островы — облята».
Вероятно, речь шла о разных частях Труденовской волости (одна Юхновичей, другая — Половцев), поскольку некоторая часть её действительно оставалась за Немиричами. Так в 12 км от Труденовичей располагалось родовая усадьба Немиричей — Приборск с прилеглостями, который перешёл Ивану Немиричу в 1536 году после смерти последнего князя Яцка Половца Рожиновского.

### Трилесы и Половец
В 1593 году Сигизмунд III жалует в пожизненное владение своему дворянину Валентию Черминскому Трилесы с селениями: Петухи или Пивни, Боче и Вольки. Через семь лет после 1600 года Трилесы совершенно опустошены татарами; однако в ревизии 1616 года об нём сделана такая заметка: «местечко сіе принадлежащее къ Белоцерковскому староству, заселено летъ 16 тому назадь (значит немедленно после татарского опустошения). Домовъ послушныхъ въ нем 170, казацких 30. Работ и повинностей не отправляють никакихъ по лъготе, которой еще не выседели». Къ тому же так как местечко было 5 раз совершенно опустошено татарскими набегами, дано ему льготы опять на 20 лет, ибо иначе нельзя было бы их удержать. Но жители разбегались от взьмания старостинских доходов, так что в ревизию 1622 года, чрезъ 4 года после первой изь 170 домовъ осталось только 60. В последней ревизии объяснено, что город укреплён валом и частоколом, замок на речке Каменице, на холме, строение в нём старое, деревянное; пушек медных две, железная 1, гаковиц 19 и проч. В 1626 году помянутые имения королём Жигмунгом пожалованы тоже на праве дожизненного владения Аннибалу Строчи — ротмистру польских войск.
«Року 1600 месяца июня 27 дня. Между Гальшка с Тужина и Миколаем Харлинским поводовы, а князем Янушем Острожским каштеляном Краковским позваный, о экспульсию (изгнание) поводов с местечка Трилесов и Половец».

### Сквира
Сведения о минувшей судьбе Сквиры можно почерпнуть из привиллегии короля Станислава Августа, данной этому городу в 1791 году, в которой сказано:
«Городь Сквира управляем быль Магдебургским правомъ, пользовался издревле и привиллегіями, и вольностями мещанскими. Но когда чрезь разныя революціи, случившіеся въ Воеводстве Киевском, Сквира крайне разорена: то Его Величество Жигмунд ІІІ, Король, предместникь наш, желая пустую землю, бывшую въ то время въ границахъ староства Белоцерковскаго урочищемь надь рекой Сквирою, вновь заселить, дозволилъ владеть пожизненно упомянутой землёю, до вольного построения вновь на тех земляхь города и замка господину Николаю Князю Ружинскому, Воеводе Кіевскому и жене его Елисавете, привиллегіей, данной въ Кракове 1591 года Июня 12 дня, по силе которой привиллегии, на техъ же земляхь нашихь тоть же городь Сквира вновь построень, какь свидетельствуетъ ревизія 1616 года, представленная намь въ экстракте, выписанномь изь архива скарбу коронного. Въ посессии Княжны Ружинской, сь целымъ староством Романовским, городь Сквира, по розореніи вновь началъ населяться и въ нем находилось только 30 оседлостей; но онь не давалъ нам никакихъ повинностей и податей, вследствие выданной ему на 30 лет льготы, по прошествіи которыхь, онь должень быль платить тот чинш, какь городь Романовъ. Сь того же времени учреждены въ городе Магистрать, Войтъ, Бургомистръ, Радные и другіе урядники, согласно сь правом мещанским, какь свидетельствують декреты въ 1633 г. Января 19, въ судахь каптуровыхъ Воеводства Кіевскаго между Войтом, Бургомистром, Радными и целым магистратом города Сквиры, первый сь господином Лящем, стражником коронным Старостою Овруцким, вторый сь целой хоругвію тогожь господина Ляща касательно обидь и наездовъ, выписанные экстрактами изь книгь Кіевскихь, также и универсалъ Его Величества, предместника нашего Короля Владислава IV, данный въ Варшаве 5 Июня 1646 г. кь Бургомистру, Радным, Войту и Лавникам целаго Магистрата и обывателей тогоже города Сквиры, изь которого универсала видно, что въ то время городь Сквира уже существовалъ и имелъ свой Магистрать и урядь мещанский».
Из решения Королевских Комиссаров касательно спора за имение между помещиками Сабанским и Страшинским, внесённого в Киевские градские акты 1780 года Мая 13 дня, видно, что (неизвестно в какое время) «Панъ Ожга на тот чась Укранской партіи Рейментарь, ставши обозом на правой стороне реки Сквиры, местечко Сквиру учреждать началъ, и на постройку оного, а равно мельницъ, избь, винокурень и на опалисадованіе замка, леса сь той стороны реки Сквиры, принадлежащіе кь Володарке, насильно рубить и возить велевши, плотину до береговъ Володарскихь на реке Сквире занять и припереть дозволилъ».

### Гуляники (Мотовиловка)
В первой половине XV века Александр (Олелько) Владимирович, князь Киевский подарил Гуляники князю Михаилу Ивановичу зе Сквира Рожиновскому. Сын этого Михаила Яцко, нуждаясь в деньгах, занял у земянина Киевского Пашковича 80 копь грошей литовских и заставил за этот долг имение своё Гуляники. Этот Пашкович умер беспотомно. Поступило ли имение, по его смерти в чьи-либо руки, мы не знаем. Известно только, что во время Александра, князя Литовского, Гуляники были уже во владении Филиппа Ивашкевича, предоставленные ему королевскою властью за заслуги. По смерти Ивашкевича, Жигмунт I в 1528 году подтвердил вдове его и детям Феодору и Анне пожалование князем Александром сделанное, и сверх того, во внимание его заслугам, присовокупил для них и другиt некоторыt имущества в воеводстве Киевском. Феодор Филиппович умер бездетным и Гуляники достались, по праву наследства, его сестре Анне, которая вышла замуж за Франца Касперовича Радзиминского, подкомория Полоцкого и полковника королевских войск. Но имение недолго было во владении Радзиминских. Во время одного из нашествий татар, Гуляники совершенно опустошены, а владельцы бежали в глубину Литвы. В 1560 году князь Константин Острожский, воевода Киевский, дарит это имение Ивану Мотовиловцу, как собственность государственную. От этого Мотовиловца Гуляники переименованы Мотовиловкою. Неизвестна участь как этого нового обладателя Мотовиловки, так и его наследников. Кажется вина их удаления от владения имением та, что они были православные и россияне подобно князю Острожскому, наделившему их имением. Почему, по принятой польским правительством системе, король Жигмунд III в 1595 году дарит Мотовиловку Яну Аксаку, Киевскому земскому судье, на праве ленном, с силою кадука; а затем, удовлетворяя просьбу отца, тот же король предоставляет имение сыну его Стефану Аксаку, привилегиею, данною в Варшаве 1623 года. Между тем Михаил Радзиминский, сын Франца, чудесно спасшийся в детстве от татар, достигши совершеннолетия, начал иск с Яном Аксаком, домогаясь имения. Дело это шло сначала в Киевском городском суде; истец утверждал, что Ян Аксак овладел имением его собственным дедичным названным Гуляниками и в нём уже осадил несколько сот людей, пользуется доходами с пасеки, стреляния дичи, а также рыбных ловель, устроил ставы и млыны; каждый год получает дохода с имения, более нежели 300 коп грошей литовских. Впрочем, не один Радзиминский называл себя дедичем этих добр. К ним также объявил претензию Юрий Рожновский, называвший себя потомком князей со Сквира Половцов Рожновских, давних владетелей Гуляник. Процесс этот судом городским Киевским, по апелляции, был перенесён в трибунал Любельский. Но скоро один по другом окончили жизнь и Ян Аксак и Михаил Радзиминский и Юрий Рожновский. Трибунал приказал разобрать и решить претензии всех сторон в годичный строк особой комиссии вольного коронного сейма, которая 1625 года и присудила Гуляники Яну Радзиминскому, сыну покойного Михаила. Право ленное, наданное Стефану Аксаку уничтожено, а претензии наследников Рожновского признаны за неосновательные. Того же ещё года Ян Радзиминский продал Гуляники братьям Стефану и Михаилу Аксакам, за сумму 50 тыс. злотых польских, считая каждый злотый по 30 грошей. Причём, в продажном акте было выговорено, что продаётся всё:
«с людьми подданными мещанами в местечке живущими, также на хуторах; на сёлах бывшими данниками, и на каких бы то ни было повинностях, поселившимися с чиншами, зе вшитскими их падатками и повинностями, зе ставами, млынами и их вымелками, с борами, лесами, з дубровами, полями, синожатями, реками, с гонами бобровыми (теперь и слуху о бобрах в этих местах нет леса и дубровы также почти истреблены), озёрами, с ловами птичьими и рыбьими, ку лем её вшисткими пожитками».

### Фастов
В начале XVI века местечко Фастов принадлежало Васенцевичам, фамилии поселившейся в Киевском воеводстве, которая впоследствии от Макарова, другого своего имения, стала писаться Макаревичами. Андрей Макаревич, за 15 литовских рублей широких, заставил Хвастов Пацу — папскому епископу Киевскому. Но сыновья Андрея Николай и Григорий в 1561 году, доказывая, что отец их не имел права закладывать свою отчину, начали процесс с епископом. Процесс этот долго продолжался. Епископы: Пац, Верещинский, Казимирский, следовавший один за другим, в продолжение 20 лет защищались в местных судах и в трибунале Любельском (высшем процессовом судилище). Процесс этот был очень запутан, потому что впоследствии к этому имению объявили претензии не только Макаревичи, но и князья Збаражские, также Харлинские, которым по праву родства (spadka) принадлежали известные части этого имения. Дело было наконец решено в пользу епископов. Заложенное имение, декретом Любельского трибунала, по силе давности, было им присуждено и обращено в собственность. В XVIII столетии процесс этот снова возобновлён, и несмотря на решение высшего судебного места, наследники Макаревичов стали оспаривать Хвастовское имение. Но князья Любомирские, считаясь главными наследниками фамилии Макаревичов, в то время уже угасшей, заспокоивши претензии прочих сонаследников, подарили Хвастов навсегда епископам. Процесс этот касался только Хвастова и Потеева. Остальные деревни бывшей Хвастовщины были прикуплены епископами в позднейшее время.

### Мыцко (Радомышль)
В грамоте князя Киевского Владимира Ольгердовича (княжил с 1387 по 1393 год) упоминается о Радомысле под именем Мыцко над Тетеревом с руднею (в прошлом «рудня» — небольшое предприятие по выплавке железа); а ещё прежде город Мыческ упоминается в известной грамоте великого князя Андрея Боголюбского, которую он подарил Мыческ Печерскому монастырю. Когда в Мыкгороде, или Мычске стало жителям тесно, а расширить его не было возможно, потому что окрестности низменные и затоплялись весенними водами, тогда, по сохранившемуся преданию, Мычане собрали раду, или совет, на коем положили: заложить на надречных высотах новое селение назвав его Радомыслем. Удобство местоположения нового селения привлекло туда всех жителей; а Мыкгород обратился мало-помалу в пустое городище и в предместье, где и ныне живут в нескольких домах беднейшие мещане.
В 1693 году Радомысль держал сторону, как и подобает, Палея; почему «Ляхи» и напали на небольшую козацкую дружину состоявшую под предводительством швагра Палиева. Козаки близ нынешней деревянной церкви долго отбивались от «Ляхов»; но наконец принуждены были ретироваться в Коростышев. Вообще в XVII и XVIII веках Радомысль был незначительным местечком, принадлежавшим сначала к Лаврским имениям. При Лаврском архимандрите Елисее Плетенецком здесь была заведена бумажная фабрика, снабжавшая бумагою лаврскую типографию. Это способствовало экономическому значению Радомысля среди окрестных местечек; а ещё более значение города увеличилось с 1746 года, когда он сделался резиденциею униатских киевских митрополитов, которые, пользуясь покровительством польского правительства, не могли однако же никогда добиться чести, как и латинские епископы носившие название Киевских, жить в Киеве; потому что Киев твёрдо держался единения с православною, а не папско-католическою церковью. Сами впрочем униатские митрополиты редко живали в Радомысле, содержа здесь лишь свою консисторию. По упразднении униатской киевской митрополии в 1795 году Радомысль поступил в казённое ведомство; а при учреждении губернии в 1797 году вошёл в состав уездных городов.

## Другие Половцы
- Семён Половец (нач. XVII в. — после 1657) — военный деятель и дипломат, один из активных участников Национально-освободительной войны 1648—1658 годов. Происходил из известного казацкого рода на Белоцерковщине. Вероятно, его родственником был Роман Половец, которого после поражения восстания 1637—1638 казаки отправили в посольство в Варшаву вместе с Б. Хмельницьким. Родственниками или сыновьями были известные казаки Белоцерковского полка Андрей и Фёдор Половцы (1654). Очевидно, участвовал в казацких восстаниях 1-й пол. XVII века, впервые упоминается в «Реестре Войска Запорожского» 1649 года. Был белоцерковским полковником в июле 1653—1654, 1656 и 1657 годах, приказным белоцерковским полковником 1658 года. Участвовал в Переяславской раде 18 (8) января 1654 года, играл активную роль в венных кампаниях против польских войск 1654—1655 годов. Он устно и письменно сообщал Б. Хмельницкого и московских воевод в Киеве (в последнем случае посредником был белоцерковский городовой атаман — Степан-Адам Мазепа, отец будущего гетмана Мазепы) о враждебных действиях войск Речи Посполитой. В середине декабря 1655 (по н. с.) послан гетманом Б. Хмельницким во главе посольства к русскому царю Алексею Михайловичу с информацией о военно-политической ситуации после победного похода 1655 украинских войск и с просьбой не допускать нападений донских казаков на Крым в случае, если крымский хан Мехмед-Герей IV выступит союзником Украины. В начале мая 1657 года, выполняя приказ Б. Хмельницкого, временно задержал посольства Австрии во главе с П. Парчевичем и Речи Посполитой во главе с С.-К. Беневским. Был сторонником гетмана Выговского и участвовал в военных действиях против московских сил под Киевом. Дочь С. Половца — Анна (ум. 1703) — вышла замуж за видного казака, белоцерковского полковника в мае 1648 года, шляхтича Самуила Фридриха (Фридриковича). После смерти С. Фридриковича Анна вышла замуж в 1668 или 1669 года за черниговского подчашего Мазепу, который усыновил её детей от первого брака — Кшиштофа и Марию. Последняя вышла замуж за сына белоцерковского полковника 1649—1651 М. Громикы. Внуки Семёна Половца через браки стали родственными также с казацкими родами Горленко, Зеленских и Трощинских[49][50][51].
- Иван Половченко с полку Корсунского, зложил 1659 года на сейме Вальном Варшавском верность и вечное послушенсво Речи Посполитой[52].

Некоторые современные историки пытаются связать (гипотетически) этих Половченка Ивана и Половца Семёна с происхождением от князей Половцев со Сквира Рожиновских:

«Семён Яцкович Рожновський та його син Іван здійснювали постійні наїзди на маєтність „Ховмицю“ і с. Свиноїди, що належали Видубицькому монастирю. Юрій Рожновський продовжував традицію протистояння (1605).

У сотні Петра Ресченка Канівського полку (1649) згаданий Іван Половченко. Чи не належав він до відомої родини спочатку князів, потім шляхти, а згодом — козаків Половців-Разнатовських? Так, Н. Яковенко генеалогічний розпис князів тюркського походження Половців-Рожиновських закінчує Романом Рожновським, послом козацьким (1638), і його троюрідною сестрою Оксиною Юріївною Половець, яка була заміжня за Василем Некрашевичем — представником старовинного канівського боярського роду»— 
- Половцовы — российский дворянский род. Некоторые исследователи считают их потомками князей Половцов со Сквира Рожиновских[54].